# Colin Mochrie
Colin Andrew Mochrie (Kilmarnock, East Ayrshire, Escocia; 30 de noviembre de 1957) es un actor y comediante canadiense de origen británico, conocido por sus apariciones en el show de comedia improvisacional Whose Line Is It Anyway?

## Biografía
Colin Mochrie nació en Kilmarnock, Escocia, el mayor de tres hijos. Era tímido de niño, diciendo que los vecinos comentaban que “miraba mucha televisión”. En 1964, su familia se mudó a un vecindario francés en las afueras de Montreal, en Canadá, y cinco años después se mudaron de nuevo a Vancouver, Columbia Británica.
Colin asistió a la Killarney Secondary School, donde planeaba convertirse en un biólogo marino. Fue persuadido por un amigo para que intentara ir por una obra de The Death and Life of Sneaky Fitch donde Mochrie interpretaba el papel de un empresario de pompas fúnebres. Después de graduarse de la secundaria, Mochrie asistió a Studio 58 en Vancouver durante cuatro años, donde descubrió el arte de la improvisación.
En 2013 presentó su primer libro, Not Quite the Classics, en el cual toma historias de la literatura clásica, como Historia de dos ciudades, y escribe un argumento completamente nuevo para cada una de ellas, usando sólo la primera y última línea de las historias originales.

## Vida personal
Mochrie vive en Toronto, Canadá, con su esposa, Debra McGrath y su hija Kinley.

## Premios y nominaciones
Mochrie ha sido nominado a cinco premios Canadian Comedy y ha ganado dos. También ganó un premio Gemini y un Writers Guild of Canada por la serie This Hour Has 22 Minutes.